# Британсько-швейцарські відносини
Швейцарсько-британські відносини стосуються поточних та історичних двосторонніх відносин між Швейцарією та Великою Британією.

## Історія
Швейцарія та Великою Британія давно користуються тісними стосунками. З тих пір, як 18 століття британські політики зробили значну частину нейтралітету Швейцарії на європейському континенті і неодноразово приймали сторону Швейцарії в стосунках з іншими європейськими державами. З 1900 року Велика Британія підтримує 12 консульств у Швейцарії. Швейцарія представляла британські інтереси в Німеччині, Італії, Іспанії, Японії, осі окупованих і союзних країн під час Другої світової війни з 1941 по 1945 рік.
Під час «холодної війни» англо-швейцарські відносини стали ще тіснішими, і завдяки спільним інтересам виникла співпраця з ряду питань.  Обидві країни працювали разом, щоб запобігти європейській інтеграції у 1960-х роках.
Контакти та відносини між двома країнами залишаються близькими і сьогодні, міністри закордонних справ відповідних країн регулярно збираються, щоб обговорити спільні проблеми.

## Відносини з Європейським Союзом
Останніми роками у Великій Британії та Швейцарії були складні стосунки з Європейським Союзом, як це було показано нещодавно з переговорами щодо Brexit та Швейцарії з ЄС у рамках довгострокової рамкової угоди. Але починаючи з 1960-х років підхід обох країн до європейської інтеграції значно відрізнявся.
У 1975 доповідь про політичну ситуацію у Великій Британії зовнішньому посиланню, посол Швейцарії в Лондоні, Альберт Weitnauer, писав: "Складається враження, що британці самі по собі дуже дивно. Вони бачать свою країну та британський народ абсолютно неповторними, вищими за всіх інших людей та регіонів світу. І імідж їх стосунків з Європою спотворений (і це незважаючи на підтвердження їх членства в Європейському співтоваристві на нещодавньому референдумі) ".
Посол Швейцарії продовжив: «Британці не дуже прийняли на озброєння ідеї Арнольда Тойнбі та Вінстона Черчилля, які описують абсолютну істину, а саме те, що Англія з самого початку була важливою частиною Європи, і вона залишається такою правою» до сьогодні. Це глибоке коріння неприйняття себе як одного з багатьох людей Європи є ще більш парадоксальним, тим більше, що в Англії сильні та слабкі сторони європейського способу життя збереглися там краще і чіткіше, ніж деякі з «американізованіших» країни континентальної Західної Європи".
Однак наприкінці своєї доповіді Вейтнауер визнав, що після п'яти років перебування в Лондоні він нарешті зрозумів і оцінив «надзвичайно доброго британського народу». Для нього це завжди було «веселою старою Англією», навіть якщо країна була «без особливої влади чи впливу».
Проте швейцарський дипломат, який збирався повернутися до Берна, усвідомлював протиріччя Великої Британії: країну зі славним імперським минулим та сьогоденням, яке характеризувалося важкою економічною ситуацією та контрастними відносинами з Європою.
Два роки раніше, в 1973 році, Велика Британія вийшла з Європейської асоціації вільної торгівлі (ЄАВТ), засновницею якої є Швейцарія у 1960 році, щоб приєднатися до Європейського економічного співтовариства (ЄЕС). Однак це супроводжувалося сильними політичними потрясіннями: Британська партія праці, яка повернулася до влади у 1974 році, переговорила угоду Британії з ЄЕС та винесла її на референдум наступного року. Результат був зовсім іншим від голосування за Brexit 2016 року: у 1975 р. 67,2 % громадян Великої Британії погодилися залишитися в Європейському економічному співтоваристві.
Після голосування 1975 року Британія та Швейцарія пішли окремими шляхами в рамках проекту європейської інтеграції. До цього «шляхи двох країн перетиналися кілька разів», розповіла swissinfo.ch Франциска Рухті, співробітниця швейцарських дипломатичних документів (Dodis).
Не зневажаючи знамениту промову Черчілля в Цюріху 1946 року, в якій колишній і майбутній прем'єр-міністр висловив своє бажання виникнення Сполучених Штатів Європи (хоча він обережно не включав до неї Британію), в середині 1950-х Швейцарія підтримала Британію ідея широкої зони вільної торгівлі в Західній Європі.
"Головною метою обох країн було економічне співробітництво в Європі; вони виступали проти наднаціональних структур ", — сказав Рухті.
Римський договір 1957 р., Який призвів до створення ЄЕС, змусив держави за межами Спільного ринку вибрати інший варіант. 4 січня 1960 р. Австрія, Данія, Норвегія, Швеція, Португалія, Швейцарія та Велика Британія підписали у Стокгольмі договір про створення Європейської асоціації вільної торгівлі (ЄАВТ).
Як зауважив кілька місяців раніше генеральний секретар міністерства закордонних справ Швейцарії Роберт Колі: «Враховуючи неможливість вступу Швейцарії до спільного ринку, Швейцарія має вибір між ізоляцією або співпрацею із семи [державами, які формуватимуть ЄАВТ]».
У рамках ЄАВТ Швейцарія тісно співпрацювала з Великою Британією. Однак їхні інтереси не були тотожними. «В умовах деколонізації економічні причини підштовхнули Лондон наблизитися до ЄЕС», — сказав Рухті.

## Пошук альтернативи
Велика Британія розпочала переговори про приєднання до ЄЕС у липні 1961 року. Зміна курсу Лондона явно послабила ЄАВТ. У відповідь через кілька місяців Швейцарія вирішила подати власний запит на тісніше зв'язок із зовнішнім зв'язком ЄЕС. Але британські прохання (друга заява про членство була подана в 1964 р.) Неодноразово ветували французький президент Шарль де Голль.
Лише після того, як Де Голль у 1969 році подав у відставку, ситуацію було розблоковано для Великої Британії, а також для Данії та (не члена ЄАВТ) Ірландії. У 1973 році три країни приєдналися до ЄЕС, тоді як у Норвегії виборці відхилили плани її приєднання на виборчих дільницях.
Швейцарія, яка раніше досліджувала свої можливості для маневру, тим часом підписала угоду про вільну торгівлю з ЄЕС у липні 1972 року.
«Посередньо, саме завдяки Британії Швейцарія наблизилася до ЄЕС і підписала угоду про вільну торгівлю, яка залишається наріжним каменем відносин між Берном та Брюсселем», — заявила Саха Зала, директор Dodis.

## Швейцарсько-британські відносини після Brexit
Швейцарія та Велика Британія пов'язані тісним та важливим партнерством, яке сьогодні значною мірою базується на двосторонніх угодах між Швейцарією та ЄС. Після виходу Великої Британії з ЄС ці договори більше не застосовуватимуться, пізніше після перехідного періоду.
У контексті своєї стратегії «Розумний розрив» Швейцарія уклала ряд нових угод з Великою Британією. Ця стратегія «Розумний розрив» має на меті забезпечити та, де це доцільно, розширити існуючі взаємні права та обов'язки. Вони охоплюють, серед іншого, торгівлю, міграцію, автомобільний та повітряний транспорт та страхування.

### Хронологія
- 31.01.2020: Новий термін виходу
- 31.10.2019: Підписання тимчасової угоди про координацію схем соціального забезпечення
- 10.07.2019: Підписання тимчасової угоди про взаємний доступ до ринку праці та меморандуму про взаєморозуміння щодо співробітництва поліції
- 25.02.2019: Підписання договору про права громадян
- 11.02.2019: Підписання торгової угоди
- 25.01.2019: Підписання договору страхування та договору наземного транспорту
- 17.12.2018: Підписання угоди про повітряний транспорт
- 29.03.2017: Ініціація Великою Британією процесу виходу з ЄС відповідно до статті 50 Договору про Європейський Союз (дата, спочатку визначена для виходу: 29.03.2019)
- 19.10.2016: прийняття Федеральною радою стратегії «Розум прогалини»
- 23.06.2016: Референдум Британії про вихід з ЄС (відпустка: 51,9 %)

Швейцарія та Велика Британія підписали у Лондоні угоду про збереження прав на соціальне забезпечення у випадку безрецептурного Brexit. Цей текст відповідає стратегії зовнішнього зв'язку Mind the Gap уряду Швейцарії.
Якби вона мала набути чинності, ця перехідна угода була б обмежена в часі і застосовуватиметься в принципі до 31 грудня 2020 року, йдеться у повідомленні уряду в зовнішньому зв'язку в четвер.
Європейський Союз дозволив Британії затримати відплив Brexit з 31 жовтня до 31 січня 2020 року.
Угода підтримує закони про координацію соціального забезпечення, які зараз застосовуються в контексті вільного руху людей як для громадян обох держав, так і для громадян інших країн ЄС, які бажають працювати у Швейцарії чи Британії.
Близько 35 400 швейцарців проживають у Британії та майже 41 400 британців живуть у Швейцарії.
Хоча Швейцарія не є членом ЄС, вона визнає вільний рух людей через низку двосторонніх угод з ЄС.
Уряд підкреслив, що використовуватиме цю угоду лише тоді, коли Британія покине ЄС без угоди. Інакше відносини між Берном та Лондоном і надалі будуть регулюватися зовнішньою ланкою Угоди про вільний рух людей, ймовірно, до кінця 2020 року.
У середу учасник переговорів щодо Brexit Європейського Союзу Мішель Барньє заявив, що ризик хаотичного відходу Британії від блоку без розірвальної угоди все ще існує і що майбутні торгові переговори будуть «складними та вимогливими».
Барньє висловився, коли Британія прямує до загальних виборів 12 грудня, згідно з якими прем'єр-міністр Борис Джонсон сподівається, що він розблокує ситуацію з Brexit після того, як його роздутий парламент відмовився швидко ратифікувати свою розірвальну угоду з ЄС.
Після того, як угода про розлучення буде ратифікована, Британія залишиться в рамках єдиного ринку блоку і буде зв'язана з його правилами до кінця грудня 2020 року, в той час як обидві сторони розробляють нові торгові відносини протягом перехідного періоду.

## Відносини
Швейцарія є вирішальним ринком товарів та послуг у Великій Британії. Двосторонній товарообіг між Великою Британією та Швейцарією коштує понад 31,7 млрд фунтів на рік. Ділові зв'язки між Швейцарією та Великою Британією надзвичайно міцні, оскільки понад 150 рейсів на день пов'язують Велику Британію зі Швейцарією. У Швейцарії проживає близько 41 000 британських громадян, а сотні тисяч британських туристів відвідують щороку.
Швейцарія — це 7-й за величиною експортний ринок Великої Британії, 3-й за величиною ринок, що не входить до ЄС, наш 8-й найбільший прямий іноземний інвестор та 10-те найкраще місце для зовнішніх прямих інвестицій Великої Британії (згідно з останніми показниками торгівлі ОНС).
Переваги для підприємств Великої Британії, які експортують до Швейцарії, є безліч. Купівельна спроможність Швейцарії є однією з найвищих у світі, і вона пропонує стабільне, передбачуване та надійне ділове, правове та регуляторне середовище.
Швейцарія є найбільш інноваційною країною у світі — вже 8 років поспіль — з великими витратами на дослідження та розробки (НДДКР) та технології. Вони є одними з наших найважливіших наукових та інноваційних партнерів, і ми поділяємо ряд пріоритетів зовнішньої політики.
Швейцарія знову стала найбільш конкурентоспроможною економікою у світі згідно Індексу глобальної конкурентоспроможності Світового економічного форуму 2017—2018 та займає 2-е місце в Індексі глобального підприємництва та розвитку.
Економіка Швейцарії значною мірою базується на високорозвиненому секторі послуг (74 % ВВП), який в основному зосереджується на фінансових послугах (10 %), а також на обробній промисловості (26 %), що спеціалізується на високотехнологічному, заснованому на знаннях виробництві. Департамент міжнародної торгівлі тісно співпрацює з Швейцарією Global Enterprise.
Економіка Швейцарії успішно працювала після світової фінансової кризи, зростаючи в середньому на 1,7 % за період з 2010 по 2016 рік, при прогнозованому в 2018 році зростання на рівні 2,4 %. Основна інфляція в Швейцарії залишається низькою (0,8 %), як і рівень її безробіття (2,9 % у березні 2018 року).

## Торговельна угода
Торговельна угода між Великою Британією та Швейцарією стане основою економічних і торговельних відносин між Великою Британією та Швейцарією після виходу Великої Британії з ЄС.
Угода між Великою Британією та Швейцарією охоплює:
- торгівля товарами — включаючи положення про правила походження, пільгові тарифи та квоти та нетарифні заходи
- географічні зазначення — це знаки, які використовуються для ідентифікації товару, якість, репутація чи інша характеристика пов'язана з місцем його походження
- державні закупівлі

Угода не містить деяких положень, які зазвичай зустрічаються у угодах про вільну торгівлю (ЗВТ). Наприклад, щодо послуг та прав інтелектуальної власності.
Ця угода набуває чинності після Brexit, коли угоди про торгівлю ЄС та Швейцарією більше не поширюються на Велику Британію.